# Quilombo Aracuã de Cima
Aracuã de Cima é uma comunidade remanescente de quilombo, população tradicional brasileira, localizada no município brasileiro de Oriximiná, no Pará.
A comunidade Aracuã de Cima faz parte de uma área quilombola maior, denominada Trombetas, que é formada por uma população de 138 famílias, compreendendo duas porções de terras contiguas. O território foi certificado como remanescente de quilombo (reminiscências históricas de antigos quilombos) em 2013, pela Fundação Cultural Palmares.
Esta comunidade teve o Título de Reconhecimento de Domínio do seu território publicado no dia 20 de novembro de 1997 pelo Instituto Nacional de Colonização e Reforma Agrária (INCRA), em uma publicação conjunta de reconhecimento dos territórios das comunidades Remanescentes de Quilombo Bacabal, Aracuan de Cima, Aracuan do Meio, Aracuan de Baixo, Serrinha, Jarauaca e Terra Preta II, que integram a área territorial denominada "Trombetas", gleba Paru do Oeste, com uma área total de 23.862.4725 hectares.

## Tombamento
O tombamento de quilombos é previsto pela Constituição Brasileira de 1988, bastando a certificação pela Fundação Cultural Palmares:
Art. 216. Constituem patrimônio cultural brasileiro os bens de natureza material e imaterial, tomados individualmente ou em conjunto, portadores de referência à identidade, à ação, à memória dos diferentes grupos formadores da sociedade brasileira [...]

§ 5º Ficam tombados todos os documentos e os sítios detentores de reminiscências históricas dos antigos quilombos.
Povos Tradicionais ou Comunidades Tradicionais são grupos que possuem uma cultura diferenciada da cultura predominante local, que mantêm um modo de vida intimamente ligado ao meio ambiente natural em que vivem. Através de formas próprias: de organização social, do uso do território e dos recursos naturais (com relação de subsistência), sua reprodução sócio-cultural-religiosa utiliza conhecimentos transmitidos oralmente e na prática cotidiana.
Como menciona o Título de Reconhecimento de Domínio do território dessas comunidades, essas áreas se destinam
às atividades agroextrativistas, agropecuárias e de preservação do meio ambiente de modo a garantirem a auto-sustentabilidade das comunidades remanescentes beneficiárias, objetivando a sua preservação em seus aspectos social, cultural e histórico, segundo o disposto nos art. 215 e 216 da Constituição Federal.